# NatureServe
NatureServe, Inc. je neprofitna organizacija sa sedištem u okrugu Arlington, Virdžinija, SAD, koja obezbeđuje vlasničke podatke, alate i usluge u vezi sa očuvanjem divljih životinja privatnim i državnim klijentima, partnerskim organizacijama i javnosti. NatureServe izveštava da ima „sedište u Arlingtonu, Virdžinija, sa regionalnim kancelarijama na četiri lokacije u SAD i u Kanadi.“ U kalendarskoj 2011. godini prijavili su da imaju 86 zaposlenih, 6 volontera i 15 nezavisnih službenika.

## Spoljašnje veze
- Natureserve.org
- Natureserve.org: NatureServe Explorer
- NatureServe Canada website
- LandScope America.org Архивирано на веб-сајту  (3. октобар 2023)